# Oceans (Where Feet May Fail)
"Oceans (Where Feet May Fail)" é uma canção do grupo de adoração australiano Hillsong United. Foi lançado em 23 de agosto de 2013 como o segundo e último single de seu terceiro álbum de estúdio, Zion (2013). A música é liderada por Taya Smith, e foi escrita por Matt Crocker, Joel Houston e Salomon Ligthelm, sendo produzida por Michael Guy Chislett.
Nos Estados Unidos, a canção passou um recorde de 61 semanas não consecutivas em primeiro lugar na Billboard Hot Christian Songs Billboard. Nos resumos de Fim de Ano, liderou o ranking das paradas de 2014 e 2016; assim como em Fim de Década. Alcançou a vice-liderança em 2015 e décima posição em 2017. A canção foi certificada como quádrupla platina nos Estados Unidos.

## Lista de faixas
- Download digital[4][5]

1. "Oceans (Where Feet May Fail)" – 8:55
2. "Oceans (Where Feet May Fail)" (Radio Edit) – 4:09
3. "Océanos (Donde Mis Pies Pueden Fallar)" – 4:19

## Paradas musicais
| País/Parada (2013–22)                         | Melhor posição |
| --------------------------------------------- | -------------- |
| África do Sul (RISA)                          | 85             |
| Estados Unidos (Billboard Hot 100)            | 83             |
| Estados Unidos (Billboard Christian Songs)    | 1              |
| Estados Unidos (Billboard Christian Airplay)  | 1              |
| Estados Unidos (Christian adult contemporary) | 3              |
| Estados Unidos (Top Heatseekers)              | 11             |